# Фрейшу-де-Ешпада-а-Сінта
Фре́йшу-де-Ешпа́да-а-Сі́нта (порт. Freixo de Espada à Cinta; МФА: [ˈfɾɐj.ʃu dɨ ʃ.ˈpa.dɐ à ˈsĩ.tɐ], Фре́йшу-ди-Шпа́де-а-Сі́нта) — муніципалітет і містечко в Португалії, в окрузі Браганса. Розташований у північно-східній частині країни, на теренах історичної португальської провінції Трансмонтана. Належить до Брагансько-Мірандської діоцезії Католицької церкви в Португалії. Права міського самоврядування має з 1152 року. Поділяється на 4 парафії. За адміністративним поділом, чинним до 1976 року, був складовою провінції Трансмонтана і Верхнє Дору. Площа муніципалітету — 244,14 км², населення муніципалітету — 3780 ос. (2011); густота населення — 15,48 осіб/км²
. Патрон — святий Петро. Святковий день муніципалітету — 1-й понеділок після Пасхи. Поштовий індекс — 5180.  Код місцевої адміністративної одиниці — 0404. Складова статистичного регіону Північ.

## Географія
Фрейшу-де-Ешпада-а-Сінта розташоване на північному сході Португалії, на південному сході округу Браганса, на португальсько-іспанському кордоні.
Містечко розташоване за 80 км на південь від міста Браганса.
Фрейшу-де-Ешпада-а-Сінта межує на півночі з муніципалітетом Могадору, на сході — з Іспанією, на півдні — з муніципалітетами Фігейра-де-Каштелу-Родригу і Віла-Нова-де-Фош-Коа, на заході — з муніципалітетом Торре-де-Монкорву.

## Історія
1152 року португальський король Афонсу І надав Фрейшу-де-Ешпада-а-Сінті форал, яким визнав за поселенням статус містечка та муніципальні самоврядні права.

## Населення
| Кількість мешканців | Кількість мешканців | Кількість мешканців | Кількість мешканців | Кількість мешканців | Кількість мешканців | Кількість мешканців | Кількість мешканців | Кількість мешканців | Кількість мешканців | Кількість мешканців | Кількість мешканців | Кількість мешканців | Кількість мешканців | Кількість мешканців |
| ------------------- | ------------------- | ------------------- | ------------------- | ------------------- | ------------------- | ------------------- | ------------------- | ------------------- | ------------------- | ------------------- | ------------------- | ------------------- | ------------------- | ------------------- |
| 1864                | 1878                | 1890                | 1900                | 1911                | 1920                | 1930                | 1940                | 1950                | 1960                | 1970                | 1981                | 1991                | 2001                | 2011                |
| 5 980               | 6 470               | 6 605               | 6 848               | 6 981               | 6 304               | 7 034               | 7 461               | 7 620               | 7 288               | 5 994               | 5 717               | 4 914               | 4 184               | 3 780               |

## Парафії
- Лагуаса
- Лігареш
- Мазоку
- Пойяреш
- Форнуш
- Фрейшу-де-Ешпада-а-Сінта